# Paul Huntington
Paul Huntington (Carlisle, 17 settembre 1987) è un calciatore inglese, difensore centrale del Bradford City.

## Caratteristiche tecniche
È un difensore centrale.

## Carriera

### Club
Huntington si unisce alla Scuola Calcio del Newcastle United il 1º luglio 2004 provenendo dalla Trinity School di Cumbria. Tra le giovanili arriva a giocare al Wembley Stadium e vince anche la Coppa Under 18 per la sua scuola nel 2004. Dopo aver impressionato nella squadra giovanile viene promosso nella squadra riserve alla fine del 2004 per giocare contro avversari più forti e guadagnare esperienza. Fa il suo esordio nella squadra riserve il 7 dicembre 2004 nella partita vinta 3 a 0 contro i rivali del Middlesbrough ed esordisce nella nazionale Inglese Under 18 contro la Scozia quindici giorni più tardi con una vittoria per 1 a 0. Firma il suo primo contratto professionistico nel luglio del 2005.
Il suo primo coinvolgimento nella prima squadra del Newcastle arriva con l'apparizione in panchina per le partite di Intertoto contro il ZTS Dubnic e il Deportivo La Coruña nel luglio del 2005. Nell'estate del 2005 viene premiato col trofeo Wor Jackie Milburn, dato ogni anno all'astro nascente del calcio inglese del nord-est. Viene convocato nella prima squadra del Newcastle Utd per il terzo turno della FA Cup contro il Mansfield Town. Va vicino a conquistare la sua prima presenza con la prima squadra il 23 novembre 2006 quando una serie di infortuni risparmia solo tre difensori. Huntington e il compagno delle giovanili David Edward Edgar siedono in panchina per la partita di Coppa UEFA contro il Celta Vigo.
Il 9 dicembre 2006 fa la prima presenza con il Newcastle United subentrando negli ultimi minuti nella partita contro il Blackburn Rovers nel non familiare ruolo di terzino destro. Nella partita seguente, il 14 dicembre 2006 Huntington fa la sua prima presenza da titolare nel Newcastle, nuovamente come terzino destro a causa della sequenza di infortuni che ha colpito il team. Realizza il suo primo goal durante la vittoria fuori casa per 3 a 2 contro Tottenham.
Il 31 agosto 2007 si trasferisce al Leeds Utd per una cifra che non viene rivelata. Huntington fa il suo esordio subentrando a partita in corso nella vittoria per 2 a 0 l'8 settembre 2007 contro l'Hartlepool United.
Il 9 ottobre 2007 Huntington segna il suo primo goal nella sua carriera nel Leeds contro il Darlington nel secondo turno del Johnstone's Paint Trophy aiutando il Leeds ad accedere al turno successivo.

### Nazionale
Ha giocato nella nazionale inglese Under-18.